# Carla Hughes
Carla Hughes-Graham (apellido de soltera: Hughes), es un personaje ficticio de la serie de televisión australiana Winners & Losers, interpretada por la actriz Sibylla Budd desde el 30 de julio de 2013 hasta ahora.

## Biografía
Carla llega por primera vez a Melbourne cuando obtiene el puesto de directora de medicina de emergencia en el hospital público de Westmore.
Cuando Sophie Wong descubre a Carla tomando unas pastilla, Hughes se ve obligada a contarle a Doug que sufre de trastorno bipolar.
En 2014 después de tener una breve relación con Doug Graham la pareja se casa, poco después Carla descubre que está embarazada y la pareja queda encantada, sin embargo su felicidad queda destruida cuando Carla se da cuenta de que él bebé no se mueve y cuando le pide a Sophie que cheque el latido del bebé se dan cuenta de que no existe, destrozada por el aborto Carla intenta suicidarse.